# Municipio de Star (Míchigan)
El municipio de Star (en inglés: Star Township) es un municipio ubicado en el condado de Antrim en el estado estadounidense de Míchigan. En el año 2010 tenía una población de 926 habitantes y una densidad poblacional de 10,38 personas por km².

## Geografía
El municipio de Star se encuentra ubicado en las coordenadas 44°58′51″N 84°55′6″O / 44.98083, -84.91833. Según la Oficina del Censo de los Estados Unidos, el municipio tiene una superficie total de 89.25 km², de la cual 89,07 km² corresponden a tierra firme y (0,21 %) 0,18 km² es agua.

## Demografía
Según el censo de 2010, había 926 personas residiendo en el municipio de Star. La densidad de población era de 10,38 hab./km². De los 926 habitantes, el municipio de Star estaba compuesto por el 96,54 % blancos, el 1,08 % eran amerindios, el 0,11 % eran asiáticos, el 0,65 % eran de otras razas y el 1,62 % eran de una mezcla de razas. Del total de la población el 2,81 % eran hispanos o latinos de cualquier raza.